# کارل کولمن
کارل کولمن (۱۰ ژوئیه، ۱۸۲۱–۹ دسامبر، ۱۸۸۱) یک مهندس سازه آلمانی بود. در بد برگزابرن، پالاتینت رنیش، در آلمان امروزی متولد شده‌است، پدر کولمن یک کشیش بود و او را قبل از ثبت نام در مدرسه مهندسی نظامی برای آمادگی برای ورود به پلی تکنیک ایکول در خانه آموزش داد. کولمن یک دوره با حصبه دست و پنجه نرم کرد و پس از یک دوره نقاهت طولانی، او در مدرسه پلی تکنیک کارلسروهه ادامه تحصیل داد. او در سال ۱۸۴۱ به عنوان یک مهندس کارآموز در طراحی پل‌های راه‌آهن به سرویس مدنی باواریا پیوست.
کولمن پیشگام استفاده از روش‌های گرافیکی در مهندسی بود و به سبب همین روش‌ها هم به شهرت بسیاری رسید. او تأثیر عمیقی بر روی نسلی از مهندسان از جمله موریس کوئکلین و اتو موهر داشت. کولمن سرانجام در سال ۱۸۸۱ در زوریخ، سوئیس درگذشت.